# Visnes
Visnes är en tidigare tätort i Karmøy kommun i Rogaland fylke i sydvästra Norge. Orten ligger vid fylkesväg 4818, på den norra delen av ön Karmøy, väster om tätorten Avaldsnes.
Sedan 2019 räknas orten inte längre som en tätort.
Tidigare har orten tillhört dåvarande Avaldsnes kommun.

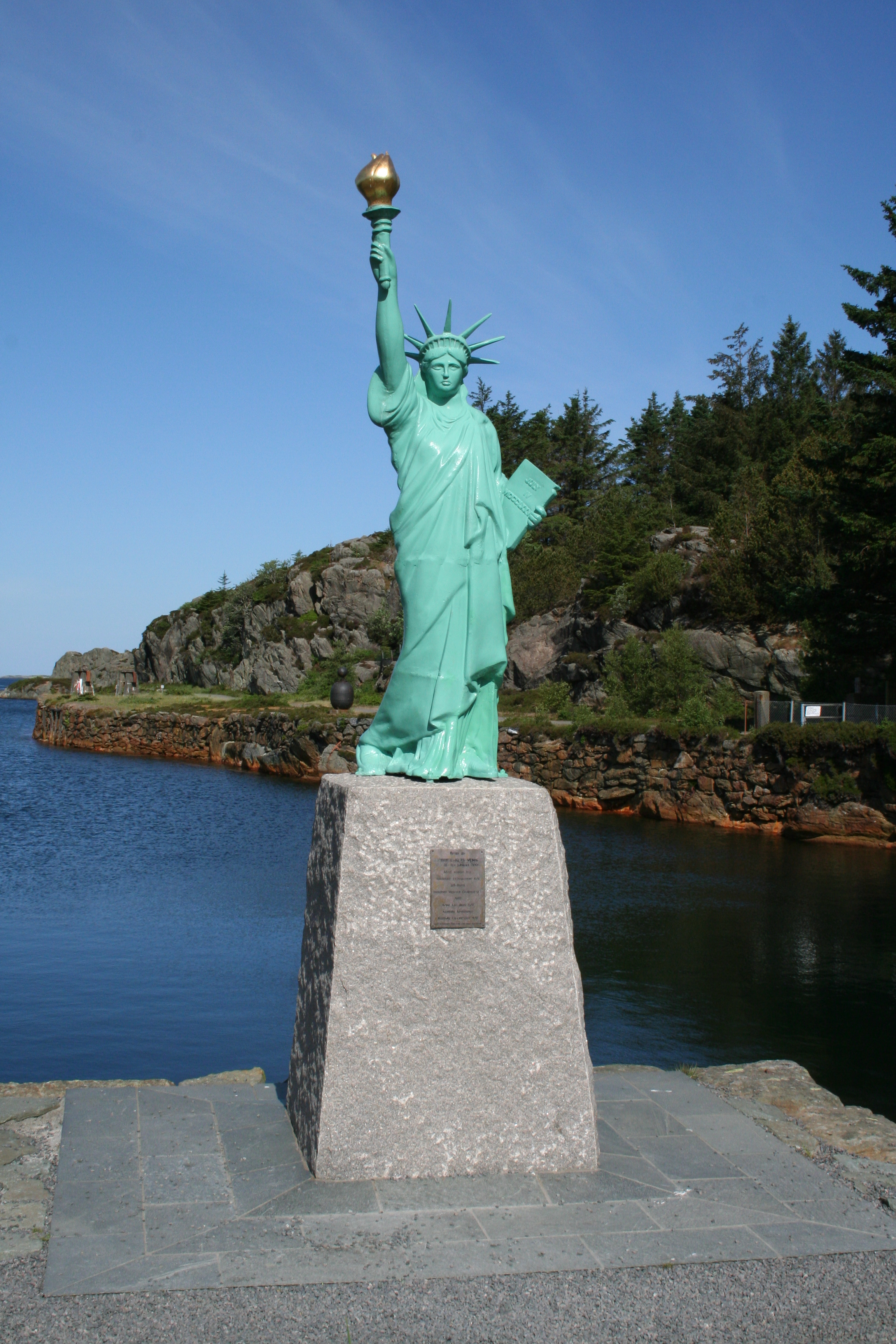
Replik av Frihetsgudinnan i Visnes.